# DJ Myke
DJ Myke, pseudonimo di Marco Micheloni (Orvieto, 3 giugno 1976), è un disc jockey e produttore discografico italiano.
Attivo dal 1997, predilige sessioni dal vivo ed improvvisazioni ed è considerato tra i migliori interpreti italiani della tecnica dello scratch.

## Carriera
Nel 1998 ha formato il collettivo di disc jockey Men in Skratch insieme a DJ Aladyn e di cui fanno parte anche DJ Yaner e DJ Franky B, con cui ha vinto due DMC Italy Championship e due volte da solista, e ha raggiunto quattro volte la finale al DMC World Championship di Londra (2001 e 2002). Sono arrivati secondi all'ITF Team Eastern Hemisphere di Praga nel 2003.
Nel 2004 DJ Myke, supportato nelle esibizioni dal vivo da DJ Aladyn e DJ Yaner, forma con Svedonio e Lillo il progetto The Reverse. L'album omonimo mixato agli Abbey Road Studios da Nigel Godrich dei Radiohead e pubblicato per l'etichetta londinese Copasetik Recordings viene apprezzato dalla critica di settore, e recensito positivamente dalla rivista Rolling Stone
Grazie al successo oltremanica vengono scelti dai The Prodigy per le date italiane del loro Their Law: The Singles Tour.
Nel 2006 pubblica l'album Dark Chocolate sempre per la Copasetik Recordings. Tre anni più tardi pubblica con i Men in Skratch il primo album Alkemy 57.
Nel 2010 pubblica Hocus Pocus per Artevox, che viene eletto miglior album Web dell'anno al Meeting Etichette Indipendenti a cui partecipano Primo Brown, Fabri Fibra, Diego Mancino, Noyz Narcos, Max Zanotti, Tormento, El Presidente, Babaman e Rancore.
Ha poi pubblicato 3 album in collaborazione con il rapper Rancore, Acustico nel 2010, Elettrico nel 2011 e Silenzio nel 2012.
Nel 2015, sempre in collaborazione con il rapper Rancore pubblica l'ep S.U.N.S.H.I.N.E.

## Discografia

### Da solista
Album in studio
- 2006 - Dark Chocolate - (Copasetik Recordings)
- 2010 - Hocus Pocus - (Venus dischi)

Singoli
- 2005 - Spakka -  con The Reverse feat. Fabri Fibra (Meninskratch Musiq)
- 2006 - Imagine '05 - con The Reverse (Copasetik Recordings)

### Con Rancore
- 2010 - Acustico (Meninskratch musiq)
- 2011 - Elettrico (La Grande Onda/Meninskratch musiq)
- 2012 - Silenzio (Doner Music)
- 2015 - S.U.N.S.H.I.N.E. EP

### Con i Piante Grasse
- 2001 - Cactus

### Con The Reverse
- 2006 - The Reverse (Copasetik Recordings)

### Con i Men in Skratch
- 2009 - Alkemy 57 (Time rec.)

### Con Diego Mancino
- 2011 - È necessario (Yuma/Universal)

### Con Max Zanotti
- 2014 - Della Vita Della Morte

### Con Kabo
- 2015 - Soli Notturni (EP)

### Con B Zeta
- 2025 - Signals (Arcadia Records, visione Next Line)

### Collaborazioni
- Nevrotype - Visionetics
- Sottotono - ...In teoria
- Uomini di Mare - Lato & Fabri Fibra
- Esa aka El Presidente - Tu 6 bravo
- Esa aka El Presidente - Non mi spezzo
- Cayorosso - La penisola dei famosi
- Nevrotype - Visionetics
- Fabri Fibra - Bugiardo
- Diego Mancino - L'evidenza
- Lo Sciacallo - Avanguardia & Retroguardia EP
- Bud Spencer Blues Explosion - Do It
- Loop Loona - Iniziazione
- Loop Therapy - Rushbeat
- Guacamaya - Atarassofobia

### Battlebreak
- Men in Skratch - Voolvatik Beatz
- Men in Skratch - Flat Tits
- DJ Myke & DJ Aladyn - Insidz
- DJ Myke - reversound
- DJ Myke/DJ Gengis/DJ Stile - El Chupacabras Break
- DJ Myke - Battlecat (7'')

## Eventi
Con i Men in Skratch e da solista ha partecipato a diverse battle, italiane ed internazionali:
- 2000 - 2° classificati al ITF Italia Battle Team
- 2000 - 1° classificati al DMC Italy Team Battle
- 2000 - Finalisti al DMC World Team Battle a Londra
- 2001 - 1° classificati al DMC Italy Team Battle
- 2001 - 1º classificato al DMC Italy (DJ Myke)
- 2001 - Finalisti al DMC World Team Battle a Londra
- 2001 - semifinalisti al DMC World DJ Championship a Londra
- 2002 - 1º classificato al DMC Italy (DJ Myke)
- 2002 - semifinalisti al DMC World DJ Championship a Londra
- 2003 - 2° classificati al ITF Team Eastern Hemisphere a Praga (Myke & Aladyn)